# Kalács (sütemény)
A kalács finom búzalisztből tejjel és vajjal és tojással dagasztott, kelt, foszlós bélű, édes sült tésztaféle, amelyet a magyar hagyományok szerint ünnepekre készítenek. A szó szláv eredetű és a kalács eredeti kerek formájára utal. Hasonló tésztaféleség Bulgáriában a kozunak, Franciaországban a briós, Lengyelországban a chałka, Olaszországban a panettone, Romániában a cozonac, az erdélyi szászoknál a Klotsch, a szerbeknél a kolač. Egyes elméletek szerint a kalács az ősi áldozati ételek maradványa.
Formája szerint a kalács lehet kerek vagy hosszúkás, telt, lyukas közepű vagy rácsosan alakított, fonatlan vagy fonott.
Egyes vidékeken, főleg Dél-Magyarországon a kalács szót a sütemény szinonimájaként használják.[forrás?]

## Elkészítése
A 19. század végéig elkészítése azonos volt a házikenyérével, csak formájában különbözött tőle: ugyanolyan tésztából lyukasra alakították. A kenyérnél jobb minőségű búzalisztből készült. Újabban a kalács gazdagabb tésztából készül: a dagasztáshoz tejet használnak, a tésztát tojással gazdagítják. A kürtőskalács kivételével a kalácsot kemencében sütötték, akár közvetlenül a kemence fenekére téve, akár tepsiben vagy vaslábosban. Az egyik legismertebb kalács, a húsvéti fonott kalács készítéséhez friss élesztőt futtatnak fel langyos tejben, amelyet összedagasztanak a tojással és az átszitált liszttel, amiben kézzel vajat morzsoltak el. A kalács alapos dagasztása után langyos helyen, konyharuhával letakarva kelesztik, végül, mielőtt háromfelé veszik a tésztát és összefonják, még egyszer átgyúrják azt. Hogy a kalács héja fényes legyen, a nyers tésztát sütés előtt tejjel felvert tojással kenik meg.

## Népszokások
A húsvéti hagyományos étrend része a kalács, amelyet a katolikus vidékeken (esetenként a sonkával együtt) a templomban szenteltették.
Mindenszentek ünnepére Szeged környékén mindönszentök kalácsa (kóduskalács) néven üres kalácsot sütöttek, amit a temető kapujában a koldusoknak adtak. Csallóközben szintén kalácsot osztottak a temető kapujában álló és imádkozó koldusok között, nehogy a halottak hazalátogassanak. A koldusnak szánt kalács illetve alamizsna a halott megvendégelésének módosult, keresztényi változata.
Békés megyében a kalácsok nagy kutatója volt Nagy Gyula etnográfus, az orosházi múzeum alapítója. Nagy Gyula az orosházi kulcsos kalácsot kutava, értesült a békésszentandrásiak rostélyos kalácsáról, amelyet Nagy-Laczkó Balázs muzeológus jellegzetes jász-kun ünnepi fogásának vél, amely e népesség hatását és jelenlétét tükrözi egyes békés megyei településeken is (Gyomaendrőd, Dombegyháza).